# Canto do Buriti (ort)
Canto do Buriti är en ort i Brasilien.   Den ligger i kommunen Canto do Buriti och delstaten Piauí, i den östra delen av landet, 1 000 km nordost om huvudstaden Brasília. Canto do Buriti ligger 272 meter över havet och antalet invånare är 11 714.
Terrängen runt Canto do Buriti är huvudsakligen platt, men åt nordost är den kuperad. Runt Canto do Buriti är det mycket glesbefolkat, med 4 invånare per kvadratkilometer.. Det finns inga andra samhällen i närheten.
Omgivningarna runt Canto do Buriti är huvudsakligen savann.